# Harry Rodermond
Henri Johann "Harry" Rodermond (ur. 3 stycznia 1897 w Arnhem  – zm. 19 marca 1983 w Assen) – piłkarz holenderski grający na pozycji napastnika. W swojej karierze rozegrał 5 meczów i strzelił 3 gole w reprezentacji Holandii.

## Kariera klubowa
Swoją karierę piłkarską Rodermond rozpoczął w klubie SBV Vitesse. Zadebiutował w nim w 1912 roku i grał w nim do 1918 roku. Wtedy też odszedł do Be Quick 1887 z Groningen. W sezonie 1919/1920 wywalczył z Be Quick tytuł mistrza Holandii. W 1929 roku zakończył karierę.

## Kariera reprezentacyjna
W reprezentacji Holandii Rodermond zadebiutował 12 czerwca 1921 w zremisowanym 1:1 towarzyskim meczu z Danią, rozegranym w Kopenhadze. Od 1921 do 1922 roku rozegrał w kadrze narodowej 5 meczów i zdobył 3 bramki.